# TV Anhanguera Palmas
TV Anhanguera Palmas é uma emissora de televisão brasileira sediada em Palmas, capital do estado do Tocantins. Opera no canal 11 (23 UHF digital) e é afiliada à TV Globo. É a geradora da Rede Anhanguera para o estado do Tocantins desde sua inauguração no dia 5 de setembro de 2005, gerando sua programação para 22 municípios e também para as outras duas emissoras da rede no estado em Araguaína e Gurupi.

## História
Com a divisão do estado de Goiás em 1º de janeiro de 1989, sendo criado o estado do Tocantins no que era o antigo norte do estado, as emissoras da Rede Anhanguera existentes naquela região, TV Anhanguera de Gurupi e TV Anhanguera de Araguaína, passaram a gerar sua programação para a nova região, sendo que a emissora de Gurupi, por estar geograficamente próxima da capital provisória, Miracema do Tocantins, tornou-se a cabeça de rede para o novo estado.
Durante a construção da capital Palmas, a TV Anhanguera Gurupi instalou uma repetidora na localidade ainda em 1989, pelo canal 11 VHF. Em 1995, com a capital já pronta, a Organização Jaime Câmara instalou uma sucursal da emissora em uma galeria comercial, onde funcionavam precariamente um departamento comercial e outro de jornalismo.
Em outubro de 2000, a concessão do canal 11 VHF foi repassada para o político Siqueira Campos, que veio a fundar a TV Jovem no mesmo ano. Com isso, a retransmissora da TV Anhanguera Gurupi passou a transmitir pelo canal 24 UHF.
Apenas no dia 5 de setembro de 2005, a Organização Jaime Câmara veio a inaugurar sua nova e espaçosa sede na quadra 102 Norte, sendo criada assim, a TV Anhanguera Palmas, além da transferência dos escritórios da OJC da antiga sucursal para o novo prédio, bem como a incumbência da geração da programação estadual, que passava da então TV Anhanguera Gurupi para a nova emissora.
Como o canal 24 era uma retransmissora vinculada à emissora de Gurupi, a OJC compra de Siqueira Campos, em abril de 2007, a concessão do canal 11 VHF, o canal da antiga retransmissora da TV Anhanguera Gurupi, e em 16 de março de 2009, migra do canal 24 UHF para o 11 VHF. O canal 24 UHF fica transmitindo por mais uma semana até sair definitivamente do ar em 22 de março.
Em 24 de outubro de 2012, a Rede Anhanguera lançou, durante o Jornal Anhanguera 1ª edição a sua nova logomarca, que possui traços semelhantes aos da Rede Globo. Na ocasião, as emissoras da rede no interior do estado de Goiás seguiram o exemplo das emissoras tocantinenses e da emissora da capital Goiânia, passando a adotar a nomenclatura TV Anhanguera.
Em 28 de junho de 2013, a emissora lançou as versões locais do G1 e do globoesporte.com, onde passaram a ser divulgadas as matérias jornalísticas e os vídeos dos programas da TV Anhanguera.
Em 3 de janeiro de 2019, foi anunciado pelo próprio Leandro Santiago (nas suas redes sociais), que o bloco local do Globo Esporte foi extinto, e com isso ocasionou a demissão do mesmo, que era editor-chefe do programa.
Em 6 de janeiro de 2019, o Jornal do Campo começou a ser gravado e gerado pela TV Anhanguera de Goiânia, após a extinção do programa que era gravado nos estúdios da TV Anhanguera de Palmas. Goiás e Tocantins passou a unificar o programa para os dois estados.

## Sinal digital
| PSIP | Canal  | Proporção de tela | Programação                                 |
| ---- | ------ | ----------------- | ------------------------------------------- |
| 11.1 | 23 UHF | 1080i             | Programação da TV Anhanguera Palmas / Globo |

A emissora lançou o seu sinal digital pelo canal 23 UHF em 1º de agosto de 2010, se tornando a primeira emissora da cidade a transmitir na nova tecnologia, e no mesmo dia em que foram lançados também os sinais digitais da TV Rio Vermelho e TV Tocantins. Em 9 de fevereiro de 2015, os telejornais e programas da emissora passaram a ser exibidos em alta definição.
Transição para o sinal digital
Com base no decreto federal de transição das emissoras de TV brasileiras do sinal analógico para o digital, a TV Anhanguera Palmas, bem como as outras emissoras de Palmas, cessou suas transmissões pelo canal 11 VHF em 14 de agosto de 2018, seguindo o cronograma oficial da ANATEL. O sinal foi cortado às 23h59, durante o Jornal da Globo, e foi substituído pelo aviso do MCTIC e da ANATEL sobre o switch-off.

## Programas
Além de retransmitir a programação nacional da TV Globo, atualmente a TV Anhanguera Palmas produz e exibe os seguintes programas:
- Bom Dia Tocantins: Telejornal, com Jocyelma Santana;

- Jornal Anhanguera 1.ª edição: Telejornal, com Thiago Rogeh;

- Jornal Anhanguera 2.ª edição: Telejornal, com Willian Alves;

- Churrasqueadas: Programa de variedades sobre churrasco com José Almiro;[nota 1]

- Jornal do Campo: Jornalístico sobre agronegócio, com Márcio Venício;[nota 1]